# NGC 1992
NGC 1992 este o galaxie lenticulară situată în constelația Porumbelul. A fost descoperită în 19 noiembrie 1835 de către John Herschel. Se află la o distanță de 162,93 de megaparseci de Pământ.